# In a Heartbeat (cortometraje)
In a Heartbeat (titulada En un latido en español) es un cortometraje animado por computadora de 2017 producido por Ringling College of Art and Design. Escrito y dirigido por Esteban Bravo y Beth David, el proyecto fue financiado a través de Kickstarter donde acumuló un total de 14 191 dólares de 416 patrocinadores con una meta de $ 3000 dólares. El cortometraje trata sobre un niño en el armario que está enamorado de otro niño y el deseo de su corazón de estar con él. El corto ha recibido grandes elogios en varias plataformas.

## Argumento
Sherwin, un tímido chico pelirrojo, llega a la escuela esperando la llegada del guapo Jonathan. Sherwin se esconde en un árbol y observa mientras Jonathan camina leyendo un libro y comiendo una manzana. De repente, el corazón de Sherwin comienza a latir rápidamente y se vuelve antropomórfico, dejando su cuerpo y persiguiendo a Jonathan. Sherwin intenta agarrar y esconder su corazón dando como resultado varios encuentros incómodos con Jonathan. Eventualmente, Sherwin persigue su corazón dentro de la escuela y lo agarra. Entonces el corazón agarra el dedo de Jonathan. La situación se vuelve incómoda ya que otros estudiantes ven a los dos y los miran con desdén. El corazón se rompe en dos y Sherwin se escapa con la mitad. Fuera de la escuela, Sherwin se sienta solemnemente cuando Jonathan se acerca y se sienta a su lado. Ellos unen el corazón nuevamente y felizmente cobra vida. La escena se vuelve negra con los corazones de Sherwin y Jonathan brillando y formándose en uno.

## Producción
La producción en el cortometraje comenzó en enero de 2016, cuando Lara Arkan se acercó a Esteban Bravo y Beth David para producir un cortometraje sobre el corazón de un niño que salía de su pecho. El lanzamiento inicial contó con un niño y una niña, pero en el último minuto decidió cambiarlo a una pareja del mismo sexo para hacer que la historia se sienta «más personal». Hicieron una página de Kickstarter en noviembre de 2016 para completar la película y ganaron más de lo necesario. Se lanzó un tráiler el 17 de mayo de 2017 y el cortometraje se lanzó el 31 de julio de 2017.

## Recepción
El cortometraje recibió aplausos abrumadoramente universales por su animación, mensaje positivo y resonancia emocional. El corto se viralizó en YouTube, con un estimado de 37 millones de visitas, y se transmitió a través de Facebook y Twitter, y más tarde fue nombrado N.º 9 en la lista de YouTube de los «Vídeos virales de YouTube de 2017».

## Premios
Desde su lanzamiento, la película ha recibido numerosos premios y se ha mostrado en numerosos eventos LGBT y festivales de cine que incluyen:
| Año  | Presentador/Festival                          | Premio/Categoría                                 | Estado      |
| ---- | --------------------------------------------- | ------------------------------------------------ | ----------- |
| 2017 | Premios Óscar                                 | Óscar al mejor cortometraje animado              | Prenominada |
| 2017 | Animation Shorts Film Festival                | Premio del jurado                                | Nominada    |
| 2017 | Premios Student Academy                       | Premio oro de la academia al mejor corto animado | Ganadora    |
| 2017 | ASIFA-SOUTH Animation Conference and Festival | Selección oficial                                |             |
| 2017 | HollyShorts Film Festival                     | Mejor LGBT                                       | Ganadora    |
| 2017 | Lake View International Film Festival         | Mejor película LGBT                              | Ganadora    |
| 2017 | North Carolina Gay & Lesbian Film Festival    | Premio del jurado                                | Ganadora    |
| 2017 | Student Academy Awards                        | Animación (escuelas de cine nacionales)          | Ganadora    |
| 2017 | TAIS Animation Showcase                       | Selección oficial                                |             |
| 2017 | Trinity Film Festival                         | Premio Alumni Choice                             | Ganadora    |